# Safia al Sayegh
Safia al Sayegh (Arabisch: صفية الصايغ, Ṣafiyya aṣ-Ṣāyiġ) (Dubai, 23 september 2001) is een wielrenster uit de Verenigde Arabische Emiraten. Ze rijdt sinds 2022 voor de wielerploeg UAE Team ADQ.
Ze nam deel aan de wegwedstrijd op de Olympische Zomerspelen 2024 die werden gehouden in Parijs. Ze reed deze wedstrijd niet uit.

## Palmares

### Overwinningen
2019
 Nationaal kampioen op de weg, elite
 Nationaal kampioen tijdrijden, elite
2022
 Nationaal kampioen tijdrijden, elite
 Nationaal kampioen op de weg, elite
 Arabisch kampioenschap op de weg
2023
 Nationaal kampioen tijdrijden, beloften
 Nationaal kampioen op de weg, elite
2024
 Nationaal kampioen op de weg, elite
 Nationaal kampioen tijdrijden, elite
2025
 Aziatisch kampioenschap tijdrijden, elite
 Nationaal kampioen tijdrijden, elite
 Nationaal kampioen op de weg, elite

### Resultaten in voornaamste wedstrijden
|      | \| Jaar \| \| WK op de weg \| \| ---- \| \| ------------ \| \| 2022 \| \| opgave \| \| 2023 \| \| opgave \| \| 2024 \| \| opgave \| |              |
| Jaar | | WK op de weg |
| 2022 | | opgave       |
| 2023 | | opgave       |
| 2024 | | opgave       |

## Ploegen
- 2022 –  UAE Team ADQ
- 2023 –  UAE Team ADQ
- 2024 –  UAE Team ADQ
- 2025 –  UAE Team ADQ

al Sayegh · Amialiusik · Baril · Bastianelli (tot 10/7) · Bertizzolo · Bujak · Consonni · Gasparrini · Harvey · Holden · Ivanchenko · Kumięga · Magnaldi · Persico · Tomasi · Trevisi
al Sayegh · Amialiusik · Bertizzolo · Bujak · Carbonari · Consonni · Gasparrini · Gillespie (vanaf 9/6) · Harvey · Holden · Ivanchenko · Kumięga · Magnaldi · Neumanova · Persico · Swinkels · Włodarczyk
al Sayegh · Amialiusik · Bäckstedt · Bertizzolo · Chapman · Gasparrini · Gillespie · Holden · Ivanchenko · Longo Borghini · Magnaldi · Marturano · Neumanova · Persico · van Rooijen · Squiban · Swinkels · Włodarczyk